# Konkrety (tygodnik)
Konkrety, pełny tytuł: Konkrety Ilustrowany Tygodnik Zagłębia Miedziowego – tygodnik regionalny wydawany we Wrocławiu w okresie 1972 – 2006. 
Tygodnik relacjonował życie i przemiany społeczne regionu byłego województwa legnickiego i Legnicko-Głogowskiego Okręgu Miedziowego. Do roku 1991 wydawany był przez Robotniczą Spółdzielnię Wydawniczą „Prasa-Książka-Ruch”, a od numeru 5/2001 przez Spółdzielnię Dziennikarzy i Wydawców "Konkretów". 
Do "Konkretów" nawiązywał działający w latach 2004-2013 tygodnik Konkrety Polskie.